# Аояма Хіросі
Хіросі або Хіроші Аояма (яп. 青山 博; 25 жовтня 1981, Ітіхара, Тіба, Японія) — японській мотогонщик, останній чемпіон світу з шосейно-кільцевих мотогонок серії MotoGP у класі 250cc (2009). Старший брат учасника чемпіонату світу з шосейно-кільцевих мотогонок серії Супербайк у класі 250сс Шої Аоями. У сезоні 2016 працює тестовим гонщиком Honda Racing Corporation.

## Біографія
У 2003 році Хіросі виграв чемпіонат Японії в класі 250сс.
Повноцінні виступи у Гран-Прі розпочав у 2004 році після серії виступів по вайлд-кард в класі 250cc в період між 2000 і 2003 роками. У сезонах між 2004—2008, виступаючи на Honda і KTM, здобув вісім перемог на етапах і жодного разу не закінчував сезон нижче сьомого місця у загальному заліку.
У 2009 році «Хіро» виграв чемпіонату світу у класі 250cc, ставши останнім переможцем класу до заміни його на Moto2. У 2010 році Аояма був єдиним японським гонщиком, що брав участь у змаганнях класу MotoGP. У 2011 році виступав за команду «San Carlo Honda Gresini», найкращим результатом було 4-е місце на Гран-Прі Іспанії у Хересі.
У 2012 році пробував свої сили у чемпіонаті Супербайк з командою «Ten Kate Honda», посів 18 місце в загальному заліку.
У сезоні 2013 року знову повернувся у MotoGP, підписавши контакт з командою «Avintia Blusens». Найкращим результатом стало 11-е місце на Гран-Прі Малайзії, в загальному заліку «Хіро» посів 13-е місце.
На сезон 2014 Аояма перейшов у команду Хорхе Мартінеса «Drive M7 Aspar», де його напарником став чемпіон світу 2006-го року Нікі Хейден. Виступаючи на мотоциклі Honda RCV1000R, він не міг на рівних конкурувати з представниками заводських команд, тому найкращим його результатом у сезоні стало два 8-х місця у Арагоні та Австралії. Незважаючи на те, що він став єдиним гонщиком, який фінішував у всіх гонках сезону, він зміг зайняти лише 14-е місце в загальному заліку.
Після завершення сезону Аояма приєднався до «Honda Racing Corporation» як тестовий гонщик і взяв участь у вдосконаленні мотоцикла Honda RC213V-RS.
Після першої гонки сезону 2015 Аояма був запрошений в команду «Repsol Honda» на два Гран-Прі для заміни травмованого Дані Педроси, але узяв участь у трьох гонках. Також протягом сезону Аояма замінив у одній гонці травмованого Карела Абрахама з команди «AB Motoracing». Найкращим результатом японця стало 11-е місце на Гран-Прі Америк.

## Статистика кар'єри

### Виступи у MotoGP

#### У розрізі сезонів
| Сезон  | Клас   | Команда                       | Мотоцикл        | Гонки | Пер | Под | ПП | НК | Очки | Місце |
| ------ | ------ | ----------------------------- | --------------- | ----- | --- | --- | -- | -- | ---- | ----- |
| 2000   | 250cc  | Team Harc-Pro                 | Honda           | 1     | 0   | 0   | 0  | 0  | 8    | 28    |
| 2001   | 250cc  | Team Harc-Pro                 | Honda           | 2     | 0   | 0   | 0  | 0  | 3    | 28    |
| 2002   | 250cc  | Team Harc-Pro                 | Honda           | 2     | 0   | 0   | 0  | 0  | 9    | 27    |
| 2003   | 250cc  | Telefonica Movistar Honda 250 | Honda           | 2     | 0   | 1   | 1  | 1  | 31   | 15    |
| 2004   | 250cc  | Telefonica Movistar Honda 250 | Honda RS250RW   | 16    | 0   | 2   | 0  | 0  | 128  | 6     |
| 2005   | 250cc  | Telefonica Movistar Honda 250 | Honda RS250RW   | 16    | 1   | 4   | 2  | 0  | 180  | 4     |
| 2006   | 250cc  | Red Bull KTM GP 250           | KTM             | 16    | 2   | 7   | 1  | 4  | 193  | 4     |
| 2007   | 250cc  | Red Bull KTM 250              | KTM 250 FPR     | 17    | 2   | 4   | 1  | 2  | 160  | 6     |
| 2008   | 250cc  | Red Bull KTM 250              | KTM 250 FPR     | 16    | 0   | 2   | 1  | 0  | 139  | 7     |
| 2009   | 250cc  | Scot Racing Team 250cc        | Honda RS250RW   | 16    | 4   | 7   | 2  | 4  | 261  | 1     |
| 2010   | MotoGP | Interwetten Honda MotoGP      | Honda RC212V    | 12    | 0   | 0   | 0  | 0  | 53   | 15    |
| 2011   | MotoGP | San Carlo Honda Gresini       | Honda RC212V    | 17    | 0   | 0   | 0  | 0  | 98   | 10    |
| 2012   | MotoGP | Avintia Blusens               | BQR CRT         | 1     | 0   | 0   | 0  | 0  | 3    | 25    |
| 2013   | MotoGP | Avintia Blusens               | FTR             | 16    | 0   | 0   | 0  | 0  | 13   | 20    |
| 2014   | MotoGP | Drive M7 Aspar                | Honda RCV1000R  | 18    | 0   | 0   | 0  | 0  | 68   | 14    |
| 2015   | MotoGP | Repsol Honda                  | Honda RC213V    | 3     | 0   | 0   | 0  | 0  | 5    | 25    |
| 2015   | MotoGP | AB Motoracing                 | Honda RC213V-RS | 1     | 0   | 0   | 0  | 0  | 5    | 25    |
| Всього | Всього | Всього                        | Всього          | 172   | 9   | 27  | 8  | 11 | 1352 |       |

### Виступи у WSBK

#### У розрізі сезонів
| Сезон  | Мотоцикл        | Гонки | Пер | Под | ПП | НК | Очки | Місце |
| ------ | --------------- | ----- | --- | --- | -- | -- | ---- | ----- |
| 2012   | Honda CBR1000RR | 27    | 0   | 0   | 0  | 0  | 61,5 | 18    |
| Всього |                 | 27    | 0   | 0   | 0  | 0  | 61,5 |       |